# Mimoclystia tepescens
Mimoclystia tepescens es una especie de polilla de la familia Geometridae. La especie fue descrita por primera vez por Louis Beethoven Prout en 1922, con distribución en Zimbabue.